# Посёлок станции Бухолово
станции Бухолово — посёлок в городском округе Шаховская Московской области.
Посёлок расположен в центральной части округа, примерно в 6 км к юго-востоку от райцентра Шаховская, на правом берегу реки Колпянка (приток река Ламы), с северной стороны железнодорожной линии Рижского направления Московской железной дороги, высота центра над уровнем моря 241 м. Ближайшие населённые пункты — примыкающее с юга (за железной дорогой) Степаньково и Чухолово в 2 км на восток.
В посёлке находится железнодорожная платформа Бухолово (ранее станция), проходит региональная автодорога 46К-9470 Степаньково — Козлово, имеется автобусная остановка маршрута № 46.
В материалах Всесоюзной переписи населения 1926 года имеется разъезд Бухолово Бухоловского сельсовета Судисловской волости Волоколамского уезда Московской губернии, в котором проживало 48 человек (27 мужчин, 21 женщина) и насчитывалось 13 хозяйств (3 крестьянских).
1994—2006 гг. — посёлок Бухоловского сельского округа Шаховского района.
2006—2015 гг. — посёлок сельского поселения Степаньковское Шаховского района.
2015 г. — н. в. — посёлок городского округа Шаховская Московской области.

## Население
| 1926 | 2002 | 2006 | 2010 |
| ---- | ---- | ---- | ---- |
| 48   | ↗54  | ↘37  | ↘24  |